# Michael Fincke
Edward Michael Fincke, detto Mike (Emsworth, 14 marzo 1967), è un astronauta statunitense.
Ha preso parte a due missioni spaziali di lunga durata, Expedition 9 (2004) e Expedition 18 (2008), e alla missione breve STS-134 (2011). Il 1º agosto 2025 è tornato nello spazio per la sua quarta missione a bordo della SpaceX Crew-11 con il ruolo di pilota della Crew Dragon Endeavour per prendere parte all'Expedition 73/74 sulla Stazione spaziale internazionale (ISS).

## Biografia

### Studi e carriera militare
Fincke ha studiato al Massachusetts Institute of Technology (MIT) nell'Air Force Reserve Officer Training Corps (Air Force ROTC), laureandosi nel 1989 in Ingegneria aeronautica e scienze della Terra, atmosferiche e planetarie. Subito dopo la laurea ha partecipato ad un programma di scambio estivo alla Moscow Aviation Institute (MAI) dove ha frequentato corsi di cosmonautica. Dopo aver completato un master in aeronautica all'Università di Stanford l'anno seguente, Fincke è entrato nell'aeronautica statunitense per essere poi assegnato al programma Euro-NATO Joint Jet Pilot Training. È stato poi assegnato come Space Systems Engineer e Space Test Engineer alla Los Angeles Air Force Base. Nel 1993 ha conseguito un Associate of Science in geologia presso l'El Camino College a Torrance, California. Nel 1994 ha completato la U.S. Air Force Test Pilot School come ingenere collaudatore ed è stato assegnato al 39º Flight Test Squadron, collaudando gli aerei F-16 e F-15. Nel gennaio del 1996, è stato distaccato alla Gifu Air Base, in Giappone, dove ha ricoperto il ruolo di U.S. Flight Test Liaison nel programma giapponese/statunitense XF-2. Nel 2001 ha continuato gli studi completando un master in Geologia planetaria all'Università di Houston  - Clear Lake. Fincke ha accumulato più di 2000 ore di volo su più di 30 tipi diversi di aeromobili.

### Carriera come astronauta

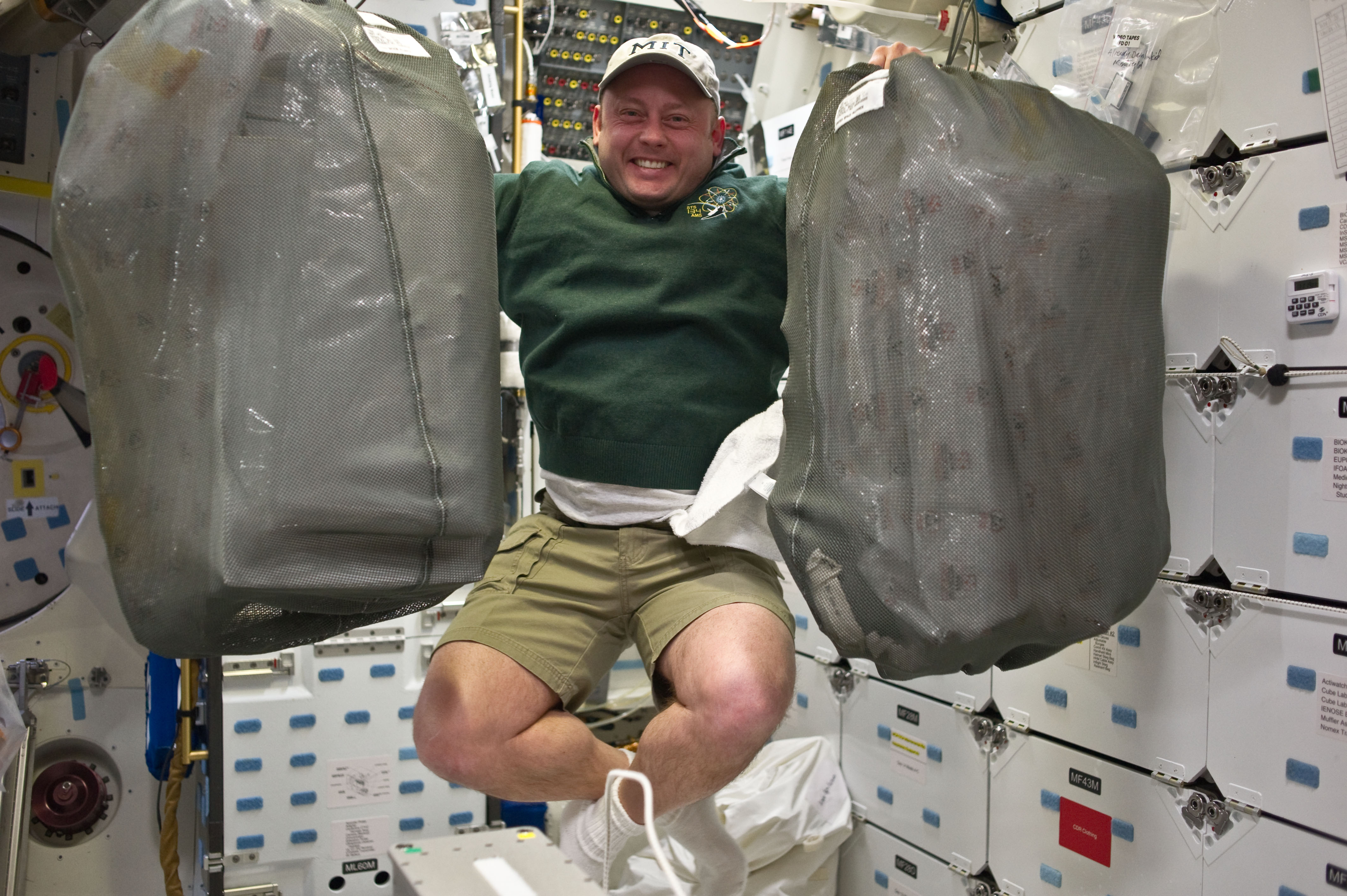
Fincke nel Middeck dell'Endeavour durante l'STS-134

Nell'aprile del 1996 è stato selezionato come astronauta del gruppo 16 della NASA. A seguito dei due anni di addestramento astronautico di base, è stato assegnato al Station Operations dell'Ufficio Astronauti svolgendo i ruoli di CAPCOM per la Stazione spaziale internazionale (ISS), membro del Crew Test Support Team in Russia e Crew Procedures Team Lead della ISS. Durante la sua carriera di astronauta è stato assegnato come membro dell'equipaggio di riserva dell'Expedition 4 e 6 e come comandante di riserva per l'Expedition 13 e 16. Ha partecipato a due missioni analoghe, nel maggio del 2002 come comandante della missione NEEMO 2 e nel settembre del 2012 come membro dell'equipaggio di CAVES 2012.
A seguito del pensionamento dello Space Shuttle nel 2011, Fincke è stato assegnato all'Exploration Branch dell'Ufficio Astronauti, supportando il Commercial Crew Program. In qualità di Capo astronauta del Commercial Crew Branch dal 2014, ha partecipato all'assegnazione dei contratti originali per il Commercial Crew Transportation Capability (CctCap) e collaborando allo sviluppo sia della navetta Crew Dragon di SpaceX che della CST-100 Starliner di Boeing, attraverso il lavoro svolto presso l'Avionics and Software Integration Lab (ASIL), concentrandosi sul perfezionamento del software di volo, sull'integrazione dei sistemi e sulle interfacce uomo-macchina.
Nel gennaio 2019, la NASA ha annunciato la sua assegnazione come Joint Operations Commander per il volo di collaudo con equipaggio della Starliner, la missione Boeing Crewed Flight Test (Boe-CFT), prendendo il posto dell'astronauta Eric Boe. Tuttavia, nel giugno 2022, la NASA ha modificato il piano di volo della missione riducendola a un volo con due astronauti, rimuovendo Fincke dall'equipaggio e assegnandolo come pilota di riserva per quel volo. Successivamente, il 30 settembre 2022, la NASA ha annunciato che Fincke avrebbe volato come pilota della prima missione operativa della Starliner, la Boeing Starliner-1. Tuttavia, nel marzo 2025, Fincke è stato trasferito alla missione SpaceX Crew-11 come pilota, visti i ritardi del programma Starliner.

#### Sojuz TMA-4 (Expedition 9)

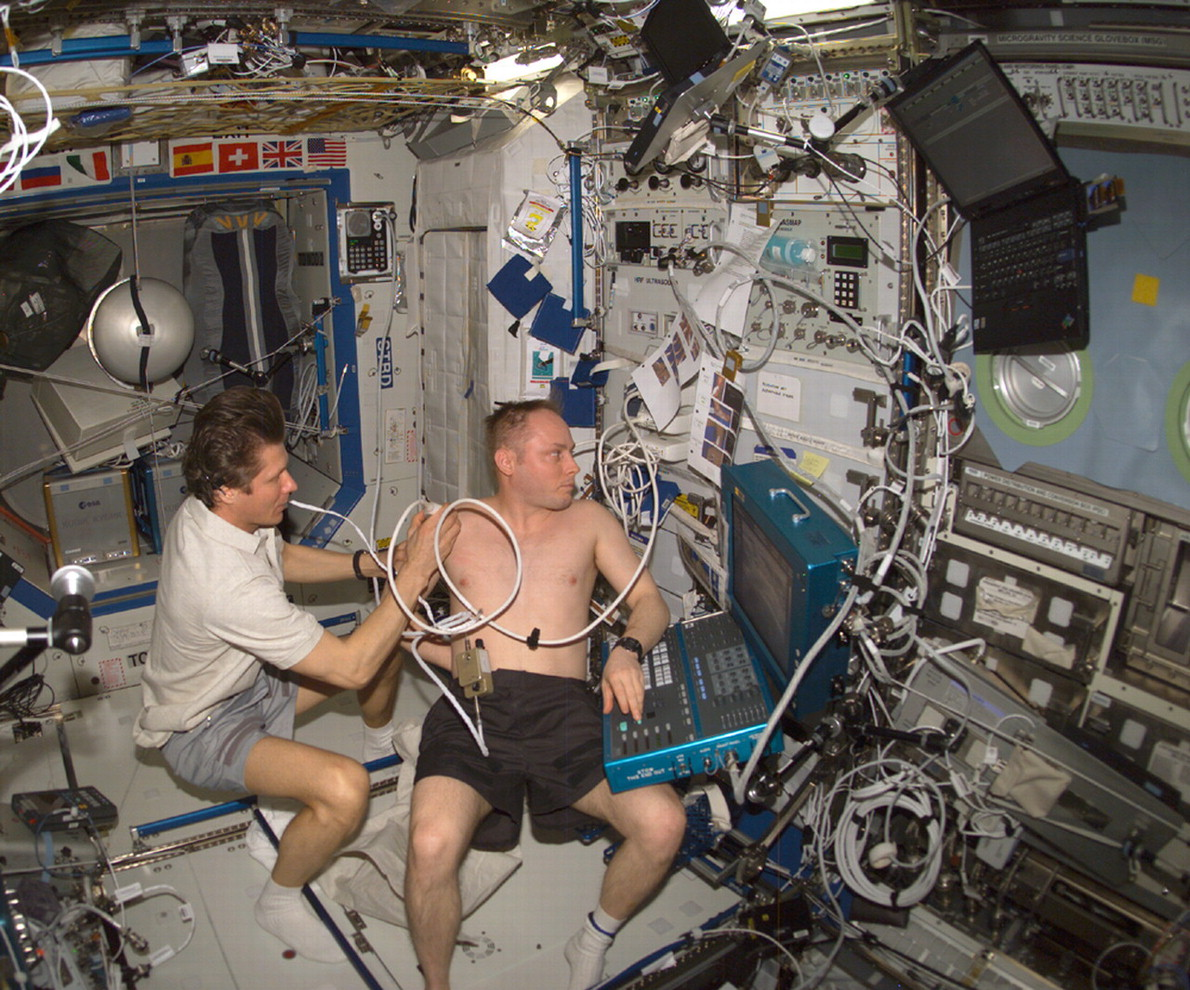
Padalka esegue un'ecografia a Fincke durante l'Expedition 9

È partito per la sua prima missione il 18 aprile 2004 con il comandante Gennadij Padalka e l'ingegnere di volo 2 André Kuipers dal Cosmodromo di Bajkonur a bordo della Sojuz TMA-4. Fincke e Padalka facevano parte dell'Expedition, ridotto a due membri a seguito della sospensione dei voli dello Space Shuttle dopo l'incidente del Columbia, e avevano il compito di mantenere attiva e operativa la Stazione Spaziale Internazionale in attesa della ripresa dei voli Shuttle e quindi delle attività di assemblaggio della ISS. All'epoca infatti la ISS era ancora in fase di costruzione ed era composta solamente dai moduli russi Zvezda, Zarja, Pirs e dai moduli statunitensi Destiny, Unity e Quest, oltre segmenti dell'ITS S0, S1 e P1 con relativi pannelli solari e radiatori.
Durante la missione Fincke ha partecipato a quattro attività extraveicolari (EVA), tutte condotte dal segmento russo utilizzando la tuta spaziale Orlan insieme a Padalka. La prima EVA, prevista per il 24 giugno 2004, fu interrotta dopo soli 13 minuti a causa di un'anomalia alla tuta di Fincke: una perdita anomala di pressione nella bombola primaria dell'ossigeno, che ha portato all'interruzione immediata dell'attività per motivi di sicurezza.
Le tre EVA successive, completate con successo tra giugno e settembre 2004, includevano lavori di manutenzione esterna alla ISS, installazione di antenne e riflettori per supportare i futuri docking dell'Automated Transfer Vehicle (ATV) dell'Agenzia spaziale europea (ESA), sostituzione di esperimenti scientifici esposti, interventi su componenti elettrici e strutturali (come interruttori e corrimano), e installazione di un monitor di contaminazione da propulsori. Fincke ha inoltre contribuito a 21 esperimenti scientifici, tra cui l'Advanced Diagnostic Ultrasound in Microgravity, uno studio pionieristico sull'utilizzo dell'ecografia in ambienti spaziali per applicazioni mediche da remoto. Ha anche assistito Padalka durante le operazioni di docking e undocking e carico/scarico dei veicoli cargo russi Progress M-49 e Progress M-50. Nell'ottobre 2004 l'equipaggio dell'Expedition 10 è arrivato sulla ISS con Sojuz TMA-5 insieme al cosmonauta Jurij Šargin che partecipava a una missione breve. Dieci giorni dopo, la navicella Sojuz TMA-4 con Fincke, Padalka e Šargin si è sganciata dalla ISS e ha fatto ritorno sulla Terra, concludendo i 187 giorni di missione di Fincke.

#### Sojuz TMA-13 (Expedition 18)

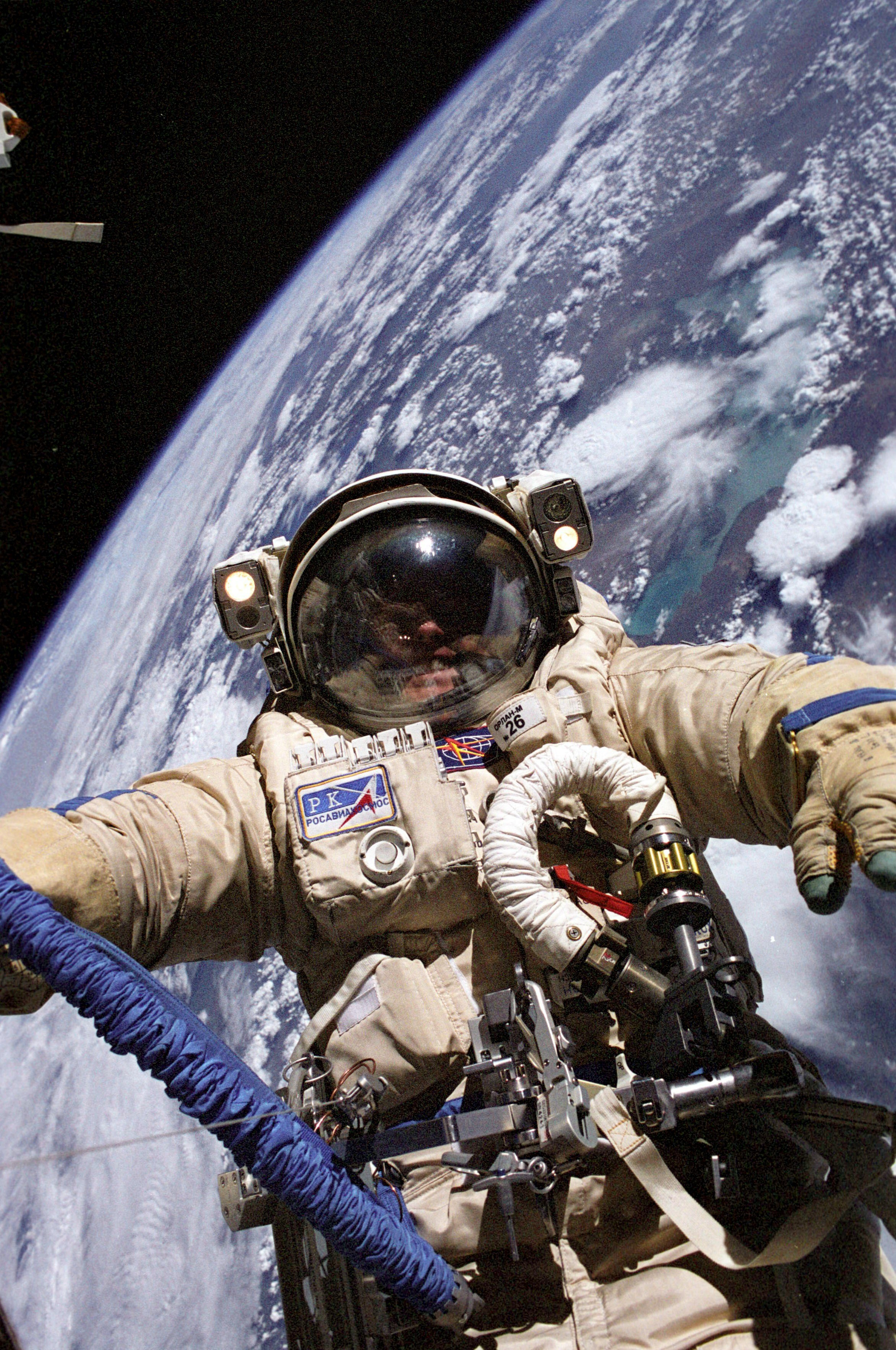
Fincke durante un'EVA con la tuta Orlan

Il 12 ottobre 2008 è partito a bordo della Sojuz TMA-13 insieme al comandante Sojuz Jurij Lončakov e il turista spaziale Richard Garriott per partecipare all'Expedition 18. Durante la Expedition 18, di cui Fincke fu comandante, l’equipaggio era composto stabilmente da lui e da Jurij Lončakov, affiancati a rotazione da un terzo astronauta: Gregory Chamitoff, Sandra Magnus e infine Kōichi Wakata, ciascuno dei quali trascorse a bordo circa due o tre mesi. Al momento della sua seconda visita alla ISS, l'assemblaggio della ISS era andato avanti con l'aggiunta dei moduli Harmony e Kibō del segmento statunitense. Tra le attività principali svolte da Fincke nei sei mesi di missione si ricorda la supervisione dell'attivazione e i test del nuovo sistema rigenerativo di supporto vitale, in particolare dell'Urine Processor Assembly (UPA), che ha richiesto vari interventi per risolvere malfunzionamenti, l'installazione e test di nuove apparecchiature scientifiche, come il Total Organic Carbon Analyzer (TOCA) e il controllo dei meccanismi di docking esterni del modulo Kibō. Insieme a Lončakov ha inoltre coordinato le operazioni di docking e undocking dei veicoli cargo Progress M-01M e Progress M-66 e l'installazione del segmento S6 e i suoi pannelli solari installati insieme all'equipaggio della STS-119. Fincke ha preso parte a due EVA insieme a Lončakov, entrambe condotte dal segmento russo attraverso il modulo Pirs, utilizzando tute Orlan-M. Durante queste EVA, della durata totale di 10 ore e 27 minuti, ha svolto l'installazione di esperimenti scientifici esterni dell'ESA e di Roscosmos, la rimozione del contenitore Biorisk e rimozione delle ostruzioni su bersagli di docking di Pirs, al fine di garantire la sicurezza dei futuri docking delle Sojuz.
Nel pomeriggio del 12 marzo 2009 i controllori di volo a Terra hanno riferito all'equipaggio della presenza di un detrito spaziale sulla traiettoria della ISS; è stato scoperto troppo tardi per effettuare un Debris Avoidance Maneuver (DAM) e l'equipaggio è stato costretto a rifugiarsi nella loro Sojuz e attendere il passaggio del detrito, sperando che non colpisse la ISS. Quando il detrito ha superato la ISS senza colpirla, l'equipaggio ha potuto tornare alle normali attività. Quella è stata la prima volta nella storia della ISS che l'equipaggiò è stato costretto a rifugiarsi nel proprio veicolo per pericolo di impatto con detriti spaziali.
Come era accaduto per la sua prima missione, l'equipaggio che avrebbe dato il cambio a Fincke e Lončakov come residenti della ISS è arrivato poco più di una settimana prima dell'undocking della Sojuz TMA-13 per permettere al turista spaziale Charles Simonyi di svolgere la sua breve missione spaziale. L'undocking e l'atterraggio nelle steppe del Kazakista della Sojuz TMA-13 con a bordo Fincke è avvenuto l'8 aprile 2009, dopo 178 giorni di missione.

#### STS-134
L'unica missione Shuttle di Fincke è stata anche la penultima missione del programma Space Shuttle. È tornato per la terza volta nello spazio il 16 maggio 2011 per la missione breve STS-134 con il ruolo di Specialista di missione 1 dello Space Shuttle Endeavour, raggiungendo la ISS due giorni dopo. La missione aveva l'obiettivo principale di consegnare e installare il rilevatore Alpha Magnetic Spectrometer (AMS-02) sulla ISS, oltre a componenti logistici e ricambi montati sull'ExPRESS Logistics Carrier-3 (ELC-3). 
Durante l'STS-134, Fincke ha partecipato a tre EVA, tutte effettuate dal segmento statunitense della ISS con la tuta EMU attraverso il modulo Quest, due insieme a Andrew Feustel e una con Gregory Chamitoff. Durante le EVA vennero svolte le seguenti attività: ricarica di ammoniaca al circuito termico di P6 che presentava una perdita, lubrificato il giunto rotante SARJ del lato sinistro di un pannello solare, installati due supporti per barre di presa dei radiatori, svolta manutenzione su manipolatore robotico Dextre, installato un grapple fixture sul modulo russo Zarja per estendere l'accesso del braccio robotico Canadarm2 anche al segmento russo, collegati cavi di alimentazione e dati del sistema elettrico della ISS e infine installato permanentemente il boom OBSS del sistema di ispezione dello Shuttle sull'ITS della ISS. 
Fincke ha inoltre manovrato il braccio robotico per effettuare l'ispezione dello scudo termico dello Shuttle Endeavour e svolto manutenzione al sistema di rimozione dell'anidride carbonica (Carbon Dioxide Removal Assembly, CDRA) all'interno della ISS. Poco dopo l'undocking di Endeavour, alla navetta è stato fatto svolgere un fly-around completo della ISS e un inedito rendezvous simulato per testare un sistema di sensori di navigazione destinato al veicolo Orion (esperimento STORRM). L'Endeavour è atterrata sulla Pista 15 del Shuttle Landing Facility il 1º giugno 2011, dopo 14 giorni di missione.

#### SpaceX Crew-11 (Expedition 73/74)

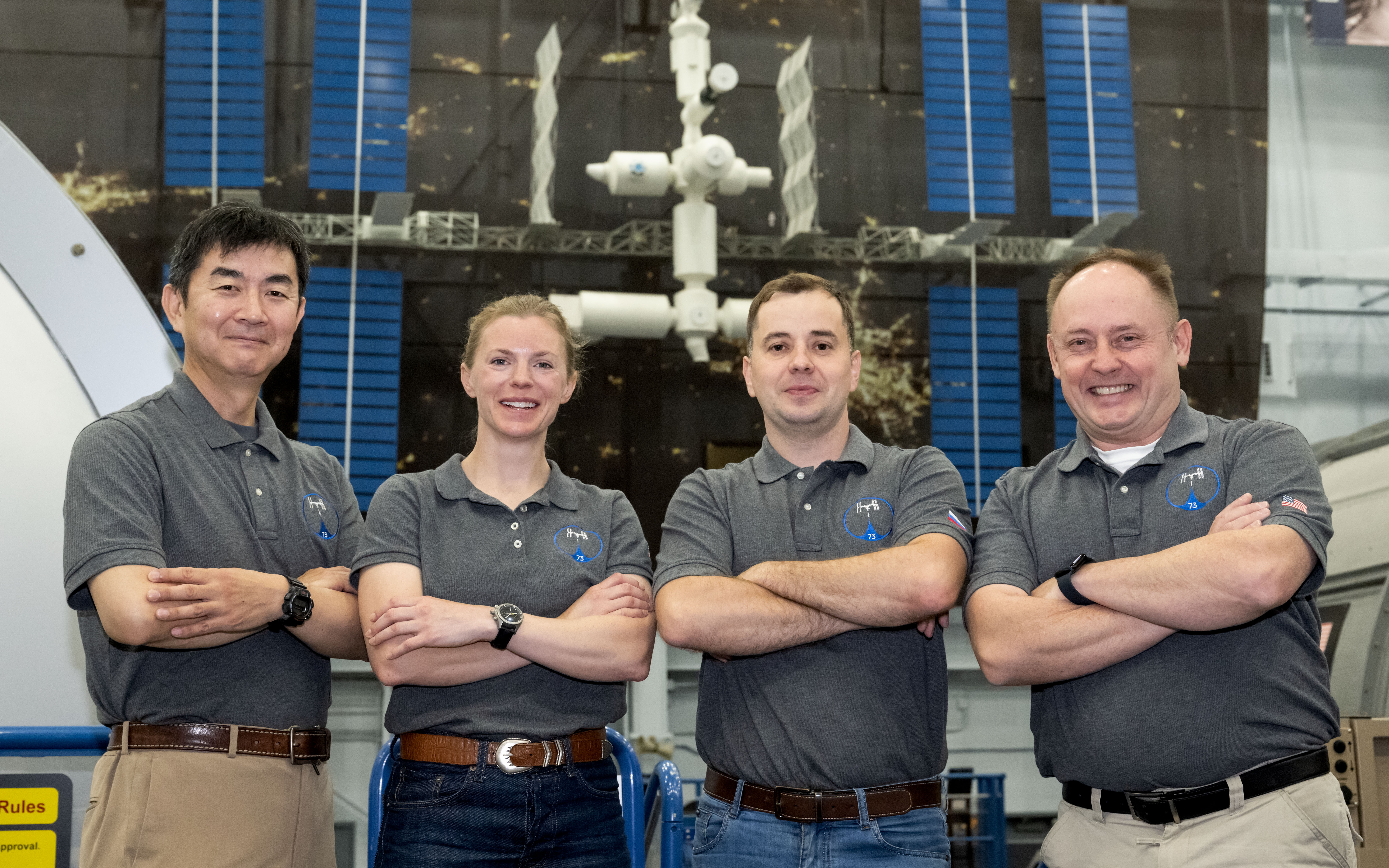
L'equipaggio della Crew-11 al Johnson Space Center (JSC) durante l'addestramento a terra

Il 27 marzo 2025 è stato assegnato alla missione SpaceX Crew-11 con il ruolo di pilota per prendere parte all'Expedition 73/74 sulla ISS. Il 1º agosto 2025 è partito dal Kennedy Space Center a bordo della Crew Dragon Endeavour raggiungendo la ISS il giorno successivo. 

## Vita privata
Fincke è sposato con Renita Saika e ha tre figli: Chandra, Tarali e Surya. È stato il primo astronauta statunitense a non poter assistere alla nascita del proprio figlio perché impegnato in orbita durante una missione spaziale; la figlia Tarali è nata a giugno del 2004 mentre Fincke era a bordo della ISS per l'Expedition 9. Nel tempo libero gli piace viaggiare, studiare geologia e astronomia, imparare nuove lingue e leggere. Sa conversare in giapponese e in russo. Ha inoltre preso parte come attore all'episodio finale della serie di Star Trek Enterprise insieme ad un altro astronauta, Terry Virts.